# Searchlight Television
«Searchlight Television» — американская телевизионная производственная компания, которая является дочерней компанией Searchlight Pictures, и частично The Walt Disney Company. Основанная в апреле 2018 года, компания расширила спектр проектов, выпускаемых под одноимённым кинобаннером «Searchlight Pictures». Его возглавляют Дэвид Гринбаум и Мэтью Гринфилд.
Как оригинальные материалы, так и адаптации существующей кинотеки Searchlight будут производиться для кабельного, потокового и вещательного телевидения в виде документальных фильмов, сериалов по сценариям, ограниченных сериалов и многого другого. В апреле 2019 года потоковый сервис Hulu заказал у данной компании сериал «Выбывшая» с участием Аманды Сейфрид от Searchlight Television и 20th Television. Студия также разрабатывает адаптацию романа «Город призраков» с ABC Signature и адаптацию трилогии «Наследние» по мотивам одноимённых романов Кристофера Паолини в сотрудничестве с Westbrook Studios. В октябре 2021 года Hulu заказал сериал-продолжение фильма Мела Брукса «Всемирная история, часть 1» у Searchlight Television и 20th Television.

## Фильмография
| Год  | Название                                             | Сеть        | Примечания                                                                                   | Ссылки |
| ---- | ---------------------------------------------------- | ----------- | -------------------------------------------------------------------------------------------- | ------ |
| 2022 | «Выбывшая»                                           | Hulu        | В сотрудничестве с Elizabeth Meriwether Pictures, Semi-Formal Productions, и 20th Television | [ 7 ]  |
| 2023 | «Всемирная история, часть II»                        | Hulu        | В сотрудничестве с 20th Television                                                           | [ 6 ]  |
| TBA  | «Мужской стриптиз»                                   | FX или Hulu | В сотрудничестве с Little Island Productions и FX Productions                                | [ 8 ]  |
| TBA  | «Машина»                                             | Hulu        | В сотрудничестве с La Corriente del Golfo и 20th Television                                  | [ 9 ]  |
| TBA  | «Раззлхан: Печально известный крокодил с Уолл-Стрит» | Hulu        | В сотрудничестве с Vox Media Studios                                                         | [ 10 ] |
| TBA  | Безымянный сериал «Город призраков»                  | TBA         | В сотрудничестве с ABC Signature                                                             | [ 4 ]  |
| TBA  | Безымянный сериал по трилогии «Наследие»             | TBA         | В сотрудничестве с Westbrook Studios                                                         | [ 5 ]  |
| TBA  | «Никогда не отпускай меня»                           | FX          | В сотрудничестве с DNA TV и FX Productions                                                   | [ 11 ] |